# Alice (pel·lícula)
Alice és una pel·lícula estatunidenca, dirigida per Woody Allen, estrenada el 1990. Aquesta pel·lícula ha estat doblada al català. L'acció, com la major part de les obres d'aquest cineasta, es desenvolupa a Manhattan.

## Argument
Vivint a New York i casada des de fa 15 anys amb Doug, quadre superior ric i discretament infidel, amb qui té dos fills, Alice porta una vida que, en el seu fur interior, no l'omple com ho testimonia la seva fascinació inesperada per a l'obra de Mare Teresa i el seu desig de fer-la conèixer als seus fills. Passa el temps supervisant la marxa de la seva casa i l'educació dels seus fills, i a freqüentar les botigues i els instituts de bellesa, on retroba les seves «amigues» igualment riques que ella i llamineres de xafarderies.
Tanmateix, s'emociona lleugerament cada vegada que va a buscar el seu fill a l'escola maternal, quan es creua amb un home morè que la fa somiar. Queixant-se de dolors imaginaris, un dia en què, per tres vegades, s'evoquen davant d'ella els mèrits del Dr. Yang, metge xinès, acupuntor i curandero sense pairó, puja a la limosina familiar, proveït del seu abric de pell i del seu barret vermell, per anar a Chinatown al gabinet del metge, i veure la seva vida trastornada a fons.

## Repartiment
- Mia Farrow: Alice Tate
- William Hurt: Doug Tate (Doug)
- Joe Mantegna: Joe Rufalo
- Keye Luke: Dr. Yang
- Judy Davis: Vicki
- Robin Bartlett: Nina
- Linda Wallem: Penny
- Blythe Danner: Dorothy
- Cybill Shepherd: Nancy Brill
- Holland Taylor: Helen
- Alec Baldwin: Ed
- Bernadette Peters: Muse
- Gwen Verdon: la mare d'Alice
- Elle Macpherson: el seu propi paper
- June Squibb: Hilda

## Nominacions
- César a la millor pel·lícula estrangera